# Грабић
Грабић је насељено место у општини Сопје, Вировитичко-подравска жупанија, Хрватска.

## Историја
До територијалне реорганизације у Хрватској био је у саставу старе општине Подравска Слатина.

## Становништво
У попису становништва из 2011. године, Грабић је имао 122 становника.
| Број становника према пописима | Број становника према пописима | Број становника према пописима | Број становника према пописима | Број становника према пописима | Број становника према пописима | Број становника према пописима | Број становника према пописима | Број становника према пописима | Број становника према пописима | Број становника према пописима | Број становника према пописима | Број становника према пописима | Број становника према пописима | Број становника према пописима | Број становника према пописима |
| ------------------------------ | ------------------------------ | ------------------------------ | ------------------------------ | ------------------------------ | ------------------------------ | ------------------------------ | ------------------------------ | ------------------------------ | ------------------------------ | ------------------------------ | ------------------------------ | ------------------------------ | ------------------------------ | ------------------------------ | ------------------------------ |
| 1857                           | 1869                           | 1880                           | 1890                           | 1900                           | 1910                           | 1921                           | 1931                           | 1948                           | 1953                           | 1961                           | 1971                           | 1981                           | 1991                           | 2001                           | 2011                           |
| 0                              | 111                            | 165                            | 183                            | 235                            | 237                            | 248                            | 255                            | 313                            | 317                            | 269                            | 181                            | 133                            | 166                            | 145                            | 122                            |

Напомена: Исказује се од 1869, а као део насеља до 1890. Године 1981. издвојен је део насеља и формирано је самостално насеље Чомборје (од 2001. Нова Шаровка).